# 天祿 (蓬萊)
天祿（？—？），山东蓬莱人，清朝政治人物。举人出身。

## 生平
同治元年复任，擔任廣東廣州府永安縣知縣（現紫金縣知縣）。后由井鍾丹接任。